# Ceratophysella bispinata
Ceratophysella bispinata är en urinsektsart som beskrevs av Imre Loksa 1977. Ceratophysella bispinata ingår i släktet Ceratophysella och familjen Hypogastruridae. Inga underarter finns listade i Catalogue of Life.